# Lubeck (Virgínia Ocidental)
Lubeck é uma Região censo-designada localizada no estado norte-americano de Virgínia Ocidental, no Condado de Wood.

## Demografia
Segundo o censo norte-americano de 2000, a sua população era de 1303 habitantes.

## Geografia
De acordo com o United States Census Bureau tem uma área de
11,1 km², dos quais 11,1 km² cobertos por terra e 0,0 km² cobertos por água. Lubeck localiza-se a aproximadamente 224 m acima do nível do mar.

## Localidades na vizinhança
O diagrama seguinte representa as localidades num raio de 16 km ao redor de Lubeck.